# 国際政党組織
国際政党組織（こくさいせいとうそしき、英: Political international）とは、複数国間の政党による国際組織である。

## 概要
複数国間で一定の共通点を有する政党が、その交流や世界的なイデオロギーの普及を目的として組織している。全世界を活動範囲とする組織が一般的である一方、欧州連合内など特定の地域を活動範囲とする組織もあり、国際組織ではなく国境をまたいだ政党のような性格を有する組織も存在する。また、組織により連携の度合は大きく異なり、「コミンテルン」のように結束の強い組織もあれば、「共産党・労働者党国際会議」のように非常に緩やかなグループとしての性質を有する組織もある。
主要なものとして各国の自由主義政党による自由主義インターナショナルや、各国の社会民主主義政党による社会主義インターナショナルと進歩同盟が挙げられる。

## 一覧

### 全世界
- 宗教社会主義国際連盟（英語版）（1920年-、宗教社会主義政党の国際組織）
- 第四インターナショナル（1938-、共産主義（トロツキズム）の国際組織）
- 自由主義インターナショナル（1947-、自由主義の国際組織）
- 社会主義インターナショナル（1951-、社会民主主義の国際組織）
- 中道民主インターナショナル（1961-、中道主義の国際組織）
- 国家社会主義者世界連合（1962-、国家社会主義の国際組織）
- 労働者インターナショナルのための委員会（1974-、共産主義（トロツキズム）の国際組織）
- 国際民主同盟（1983-、保守主義の国際組織）
- ヒューマニスト・インターナショナル（英語版）（1989-、ヒューマニズムの国際組織）
- 共産党・労働者党国際会議（1998-、共産主義（マルクス・レーニン主義）の国際政党組織）
- グローバルグリーンズ（2001-、環境政党の国際組織）
- 国際海賊党連盟（2006-、海賊党の国際組織）
- 進歩同盟（2013-、社会民主主義の国際組織）
- 国際リバタリアン党連盟（2015-、リバタリアニズムの国際組織）
- 進歩派インターナショナル（英語版）

### 一部地域
- ラテンアメリカ自由ネットワーク
- ラテンアメリカ・カリブ政党常設会議
- アジア・リベラル民主評議会
- アフリカ自由ネットワーク

### 消滅した組織
- 第一インターナショナル
- 第二インターナショナル
- 第二半インターナショナル
- コミンテルン（第三インターナショナル、国際共産党）
- 労働社会主義インターナショナル
- コミンフォルム（共産党・労働者党情報局）
- 民主主義者連盟
- 反帝国主義リーグ